# Liste der Naturdenkmale in Echternacherbrück
Die Liste der Naturdenkmale in Echternacherbrück nennt die im Gemeindegebiet von Echternacherbrück ausgewiesenen Naturdenkmale (Stand 4. April 2024).

## Naturdenkmale
| Nr.         | Bezeichnung               | Lage                                          | Beschreibung               | Bild                                    |
| ----------- | ------------------------- | --------------------------------------------- | -------------------------- | --------------------------------------- |
| ND-7232-453 | Trockenrasen „Matheswies“ | nördlich des Ortes; Flur Bei Mathes Wies Lage | flächenhaftes Naturdenkmal | Direkt Bild zu diesem Denkmal hochladen |